# 에토 신이치
에토 신이치(일본어: 江藤 愼一, 1937년 10월 6일 ~ 2008년 2월 28일)는 일본의 전 프로 야구 선수이자 지도자이다. '신(愼)' 자를 새롭게 만든 에토 신이치(江藤 慎一)의 표기로 널리 알려져 있다.
전 처는 다카라즈카 가극단 소속이었던 세토 미치루(44기생)이며 차녀는 하야세 쇼마(77기생)이다. 프로 야구 선수였던 에토 쇼조는 동생이다.

## 인물
어린 시절에는 신문 배달 등을 하며 가계를 돕고 있었다. 구마모토 현립 구마모토 상업고등학교를 거쳐 닛테쓰 광업에서 선수로 활약했다. 이후 1959년 주니치 드래곤스에 포수로 입단했다. 닛테쓰 입단 이후에 자신의 급여 대부분을 집으로 송금했고 프로 계약금도 집에 보냈다. 그 밖에도 "나는 고등학교까지만 다녔으니 3명의 남동생들은 대학을 가야 한다"고 하며 동생들의 학비를 모두 부담했다고 한다.
입단 후 1루수로 전향해 1년차부터 레귤러를 차지했다. 가끔은 포수로도 출전했으며 확실성 있는 타자로 해마다 수를 올려 1964년과 1965년에는 2년 연속으로 수위 타자를 차지하며 오 사다하루의 삼관왕을 저지했다. ON포가 결성되어 있어 현역이었던 1959년부터 1974년까지 16년 간 센트럴 리그에서 2년 연속 타격 삼관왕을 차지한 것은 ON포 이외에 에토가 유일하다. 1967년과 1968년에는 각각 34개와 36개의 홈런을 날리며 장타력도 발휘했다.
1969년에 감독이었던 미즈하라 시게루와의 불화로 은퇴에까지 몰렸으나 닛테쓰와 주니치 시절의 은사였던 노닌 와타루가 롯데 오리온스 감독에 취임한 것을 계기로 롯데로 이적, 가와바타 가즈토와의 트레이드 형식을 취했다. 1971년에는 세 번째 타격왕에 오르며 사상 첫 양대 리그에서 수위 타자를 획득한 선수가 되었다. 이는 2011년 우치카와 세이이치(요코하마 DeNA 베이스타스, 후쿠오카 소프트뱅크 호크스)가 기록하기 전까지 유일한 기록이었다. 10월 6일 자신의 생일에 난카이와의 최종전에서 수위 타자가 확정된 다음 날 다이요로의 트레이드를 통보받았다. 같은 해 7월 13일에 한큐 니시노미야 구장의 대 한큐 브레이브스 전에서 당했던 몰수 경기가 이적의 원인이 되었다고 한다. 에토의 하프 스윙을 둘러싸고 당일 주심을 맡았던 스나가와 겐엔이 볼을 선고하자 한큐의 포수였던 오카무라 고지가 항의해 스트라이크로 변경되었다. 이 때문에 에토와 노닌이 강력하게 항의했다. 또한 코치였던 야토 다카오가 주심에 대한 폭력 행위로 퇴장을 선고받았고 롯데 측은 선수들을 덕 아웃으로 불러들여 35분 동안 경기가 재개되지 못했기 때문에 몰수 경기가 되었다. 이는 2014년까지 NPB의 마지막 몰수 경기이다.
이 몰수 경기로 인해 시즌 중에 노닌과 2군 감독 오사와 게이지의 교체가 이루어져 노닌파였던 에토 역시 팀에서 떠도는 모습이 되었다. 또한 감독인 오사와가 젋은 선수 중심의 기동력 야구를 표방했기 때문에 1971년 시즌 도중 오사와 감독과 보직을 변경하여 2군 감독으로 내려간 한편 수비와 주루에 어려움이 있던 노닌은 자연스럽게 계획에서 제외되었고 시즌 후 스카우트로 보직 변경됐다. 트레이드는 당초에 롯데 측이 에토와 나리타 후미오를 히라마쓰 마사지와 교환을 원했으나 다이요 측에서 거절했기 때문에 에토와 노무라 오사무의 맞트레이드 형태로 교섭이 성립되었다.
1974년 오프 시즌에 가와하라 아키라와의 트레이드를 통해 고향인 규슈에 본사를 둔 다이헤이요 클럽 라이온스에 겸임 감독으로 이적했다. 구단 운영 회사인 후쿠오카 야구 주식회사의 경영난으로 인해 제공돠는 주거지는 다다미 6장의 1실 아파트였지만 "내가 야구를 할 수 있다면 괜찮지 않은가"라며 개의치 않았다고 한다. 1975년 9월에 통산 2,000안타를 달성했다. 히가시오 오사무가 최다승, 같은 이적조인 도이 마사히로가 홈런왕, 백인천이 수위 타자를 획득하고 전기 2위, 후기 4위로 종합 3위에 오르며 최초의 A클래스 진입에 성공했으나 메이저 리그 감독이었던 레오 듀로셔를 초빙하려는 구상으로 인해 해임되었다. 결국 듀로셔는 컨디션 불량으로 인해 일본에 오지 않고 계약을 파기했기 때문에 후임으로는 코치였던 기토 마사이치가 승격되었다. 에토가 다케노우치 마사시와 벤치 뒤에서 큰 논쟁을 벌이는 등 팀 내 단결력은 좋지 못했다.
1976년에 감독이었던 가네다 마사이치의 요청으로 롯데에 복귀해 당해를 마지막으로 현역 은퇴했다.
은퇴 후에는 1985년부터 시즈오카현 다가타군 아마기유가시마 정(현재의 이즈시)에 '일본 야구 체육 학교'(통칭 에토 야구 학원)를 설립하고 이후에 사회인 야구단인 야오한 재팬이 되었으며 많은 프로 야구 선수를 배출했다. 이외에도 기후 현 스포츠 소년단 종신, 2001년 제19회 참의원 의원 통상 선거에서 비례 대표로 구에서 출마(자유연합, 낙선), 이후에는 스루가다이 대학에서 비상근 강사를 지냈으며 특정 비영리 활동 법인 월드 베이스볼 아카데미에서 이사장을 맡았다.
2003년 여름에 뇌경색으로 쓰러져 입원한 후 노쇠한 생활을 보냈다. 동생인 쇼조의 말에 의하면 입원한 후에는 야구계 관계자들의 병문안을 사절하고 친족들의 방문만 허용했다고 한다.
2008년 2월 28일 오후 3시 38분, 간암으로 도쿄 도내의 병원에서 사망했다. 향년 70세. 장례식 추도식은 도쿄 도 기리가야 장례식장에서 열렸다. 장례 위원장은 시부사와 료이치 전 센트럴 리그 사무총장이 맡았으며 상주는 삼녀가 맡았다.
2010년 야구 명예의 전당에 입성했다.

## 플레이 스타일
투지 넘치는 자세와 호쾌한 스윙, 1루에서 헤드 퍼스트 슬라이딩을 하는 등 항상 최선을 다하는 플레이 스타일로 투장이라는 이명까지 얻었다. 이것은 요미우리에 대한 투쟁심 뿐만 아니라 심판에게도 적용되었다. 1962년 7월 10일 요미우리 전에서 판정에 대한 불신으로 심판을 가격했으며 1972년 8월 6일의 야쿠르트 전에서는 스트라이크 판정에 격앙되어 심판을 구타했고 퇴장당했다.
1963년 8월 25일 요미우리 전(나고야 구장)에서 6회 우천으로 콜드 게임(6대 6 무승부)이 선언되자 이에 항의하여 경기 종료가 선언되었음에도 빗속에서 혼자 좌익수의 수비 위치에 서 있었다. 경기가 성립해야 2홈런도 기록으로 남기 때문에 끌어올리도록 코치에게 설득되어 이기지 않으면 의미가 없다고 주장했고 결국 당시 감독이었던 스기우라 기요시가 설득한 후에야 덕 아웃으로 들어갔다.
다이헤이요 클럽 라이온스의 겸임 감독 시절에는 유니폼 뒷주머니에 배트를 넣는 스타일로 눈길을 끌었다.

## 상세 정보

### 출신 학교
- 구마모토 현립 구마모토 상업고등학교

### 선수 경력
- 닛테쓰 광업
- 주니치 드래곤스(1959년 ~ 1969년)
- 롯데 오리온스(1970년 ~ 1971년)
- 다이요 웨일스(1972년 ~ 1974년)
- 다이헤이요 클럽 라이온스(1975년)
- 롯데 오리온스(1976년)

### 지도자 경력
- 다이헤이요 클럽 라이온스 감독(1975년)

### 수상·타이틀 경력

#### 타이틀
- 수위 타자 : 3회(1964년, 1965년, 1971년) ※양대 리그에서의 수위 타자는 에토와 우치카와 세이이치 2명 만이 달성
- 최고 출루율 : 1회(1971년)

#### 수상
- 베스트 나인 : 6회(1961년, 1963년 ~ 1966년, 1968년)
- 올스타전 MVP : 2회(1965년 3차전, 1968년 1차전)
- 일본 야구 명예의 전당 헌액자(2010년)

### 개인 기록

#### 첫 기록
- 첫 출장·첫 선발 출장 : 1959년 4월 11일, 대 다이요 웨일스 1차전(주니치 스타디움), 5번·1루수로 선발 출장
- 첫 안타·첫 타점 : 상동, 6회 말 스즈키 다카시에게 우전 적시타
- 첫 홈런 : 1959년 4월 15일, 대 요미우리 자이언츠 2차전(고라쿠엔 구장), 9회 초 이토 요시아키에게 좌월 투런

#### 도달 기록
- 통산 100홈런 : 1964년 4월 5일, 대 한신 타이거스 2차전 (주니치 스타디움), 9회 말 무라야마 미노루에게 좌월 솔로 ※역대 35번째
- 통산 150홈런 : 1966년 5월 3일, 대 요미우리 자이언츠 4차전(고라쿠엔 구장), 1회 초 나카무라 미노루에게 좌월 선제 결승 투런 ※역대 21번째
- 통산 1,000 안타 : 1966년 6월 26일, 대 다이요 웨일스 11차전(가와사키 구장), 6회 초 히라오카 이치로에게 중전 안타 ※역대 24번째
- 통산 1,000경기 출장 : 1966년 8월 4일, 대 요미우리 자이언츠 16차전(주니치 스타디움), 4번·좌익수로 선발 출장 ※역대 114번째
- 통산 200홈런 : 1967년 9월 19일, 대 요미우리 자이언츠 21차전(고라쿠엔 구장), 7회 초 나카무라 미노루에게 좌월 스리런 ※역대 15번째
- 통산 250홈런 : 1969년 5월 25일, 대 요미우리 자이언츠 6차전(주니치 스타디움), 3회 말 다카하시 가즈미에게 좌월 스리런 ※역대 7번째
- 통산 1,500안타 : 1970년 8월 16일, 대 니시테쓰 라이온스 18차전(오구라 구장), 4회 초 고토 기요시에게 3루 내야 안타 ※역대 26번째
- 통산 1,500경기 출장 : 1971년 4월 29일, 대 난카이 호크스 4차전(오사카 구장), 4번·1루수로 선발 출장 ※역대 37번째
- 통산 300홈런 : 1971년 8월 5일, 대 도에이 플라이어스 17차전(도쿄 스타디움), 2회 말 야나기다 유타카에게 선제 솔로 ※역대 6번째
- 통산 1,000타점 : 1972년 7월 16일, 대 히로시마 도요 카프 16차전(아오모리 현영 야구장). 9회 말 오이시 야타로에게 우전 적시타 ※역대 9번째
- 통산 3,000루타 : 1973년 5월 26일, 대 요미우리 자이언츠 7차전(가와사키 구장), 4회 말 세키모토 시토시에게 우전 안타 ※역대 9번째
- 통산 350홈런 : 1974년 9월 23일, 대 야쿠르트 스왈로스 23차전(가와사키 구장), 4회 말 마쓰오카 히로무에게 솔로 ※역대 6번째
- 통산 2,000경기 출장 : 1975년 8월 27일, 대 닛폰햄 파이터스 후기 11차전(헤이와다이 구장), 5번·지명 타자로 선발 출장 ※역대 10번째
- 통산 2,000안타 : 1975년 9월 6일, 대 긴테쓰 버팔로스 후기 7차전(후지이데라 구장), 9회 초 야나기다 유타카에게 우익선상 2루타 ※역대 9번째

#### 기타 기록
- 올스타전 출전 : 11회(1959년, 1961년 ~ 1969년, 1971년)
- 전 구단 상대 홈런 : 1975년 6월 1일, 대 롯데 오리온스 전기 12차전(가와사키 구장), 7회 초 미즈타니 노리히로에게 좌중간 솔로 ※역대 1번째

### 등번호
- 8(1959년 ~ 1969년, 1972년 ~ 1974년)
- 12(1970년 ~ 1971년, 1975년 ~ 1976년)

### 연도별 타격 성적
| 연 도       | 소 속       | 경 기 | 타 석 | 타 수 | 득 점 | 안 타 | 2 루 타 | 3 루 타 | 홈 런 | 루 타 | 타 점 | 도 루 | 도 루 자 | 희 생 번 | 희 생 플 | 볼 넷 | 고 4 | 사 구 | 삼 진 | 병 살 타 | 타 율 | 출 루 율 | 장 타 율 | O P S |
| ----------- | ----------- | ----- | ----- | ----- | ----- | ----- | ------- | ------- | ----- | ----- | ----- | ----- | -------- | -------- | -------- | ----- | ---- | ----- | ----- | -------- | ----- | -------- | -------- | ----- |
| 1959년      | 주니치      | 130   | 529   | 495   | 52    | 139   | 19      | 3       | 15    | 209   | 84    | 13    | 12       | 0        | 4        | 27    | 5    | 3     | 58    | 9        | .281  | .319     | .422     | .742  |
| 1960년      | 주니치      | 130   | 474   | 429   | 48    | 108   | 19      | 2       | 14    | 173   | 61    | 7     | 11       | 0        | 4        | 36    | 5    | 5     | 49    | 8        | .252  | .314     | .403     | .718  |
| 1961년      | 주니치      | 130   | 540   | 480   | 50    | 128   | 17      | 1       | 20    | 207   | 77    | 4     | 8        | 4        | 8        | 46    | 6    | 2     | 48    | 10       | .267  | .328     | .431     | .760  |
| 1962년      | 주니치      | 133   | 562   | 493   | 74    | 142   | 13      | 0       | 23    | 224   | 61    | 4     | 4        | 1        | 5        | 60    | 5    | 3     | 61    | 4        | .288  | .365     | .454     | .820  |
| 1963년      | 주니치      | 140   | 583   | 510   | 72    | 148   | 26      | 0       | 25    | 249   | 70    | 12    | 7        | 0        | 5        | 61    | 13   | 7     | 50    | 9        | .290  | .370     | .488     | .859  |
| 1964년      | 주니치      | 140   | 527   | 468   | 57    | 151   | 21      | 0       | 21    | 235   | 72    | 5     | 1        | 0        | 6        | 47    | 6    | 6     | 43    | 13       | .323  | .387     | .502     | .889  |
| 1965년      | 주니치      | 129   | 529   | 443   | 75    | 149   | 22      | 2       | 29    | 262   | 74    | 6     | 3        | 0        | 2        | 81    | 18   | 3     | 36    | 13       | .336  | .440     | .591     | 1.032 |
| 1966년      | 주니치      | 102   | 413   | 364   | 51    | 117   | 16      | 1       | 26    | 213   | 91    | 1     | 1        | 0        | 2        | 43    | 15   | 4     | 30    | 9        | .321  | .397     | .585     | .982  |
| 1967년      | 주니치      | 132   | 553   | 481   | 85    | 133   | 20      | 1       | 34    | 257   | 78    | 6     | 6        | 0        | 4        | 64    | 14   | 4     | 49    | 9        | .277  | .363     | .534     | .898  |
| 1968년      | 주니치      | 131   | 535   | 487   | 80    | 147   | 29      | 1       | 36    | 286   | 93    | 7     | 3        | 0        | 2        | 40    | 5    | 6     | 59    | 12       | .302  | .361     | .587     | .948  |
| 1969년      | 주니치      | 119   | 497   | 436   | 51    | 122   | 20      | 2       | 25    | 221   | 84    | 1     | 3        | 0        | 6        | 51    | 9    | 4     | 52    | 10       | .280  | .356     | .507     | .863  |
| 1970년      | 롯데        | 72    | 181   | 146   | 21    | 42    | 4       | 0       | 11    | 79    | 31    | 1     | 1        | 0        | 3        | 30    | 3    | 2     | 23    | 6        | .288  | .409     | .541     | .950  |
| 1971년      | 롯데        | 114   | 446   | 389   | 57    | 131   | 8       | 1       | 25    | 216   | 91    | 3     | 1        | 0        | 6        | 49    | 5    | 2     | 41    | 15       | .337  | .408     | .555     | .963  |
| 1972년      | 다이요      | 103   | 309   | 276   | 37    | 69    | 9       | 0       | 18    | 132   | 51    | 0     | 0        | 0        | 2        | 29    | 3    | 2     | 35    | 8        | .250  | .324     | .478     | .802  |
| 1973년      | 다이요      | 111   | 405   | 365   | 30    | 103   | 7       | 0       | 15    | 155   | 44    | 2     | 3        | 0        | 1        | 38    | 5    | 1     | 33    | 20       | .282  | .351     | .425     | .775  |
| 1974년      | 다이요      | 111   | 403   | 378   | 34    | 110   | 11      | 0       | 16    | 169   | 67    | 3     | 0        | 0        | 1        | 24    | 1    | 0     | 30    | 13       | .291  | .333     | .447     | .780  |
| 1975년      | 다이헤이요  | 88    | 324   | 302   | 28    | 69    | 11      | 1       | 8     | 106   | 36    | 2     | 1        | 0        | 2        | 17    | 0    | 3     | 31    | 12       | .228  | .275     | .351     | .626  |
| 1976년      | 롯데        | 69    | 237   | 214   | 22    | 49    | 2       | 0       | 6     | 69    | 24    | 1     | 2        | 0        | 4        | 18    | 0    | 1     | 24    | 6        | .229  | .287     | .322     | .609  |
| 통산 : 18년 | 통산 : 18년 | 2084  | 8047  | 7156  | 924   | 2057  | 274     | 15      | 367   | 3462  | 1189  | 78    | 67       | 5        | 67       | 761   | 118  | 58    | 752   | 186      | .287  | .358     | .484     | .841  |

- 굵은 글씨는 시즌 최고 성적.

### 감독으로서의 팀 성적
| 연도   | 소속       | 순위 | 경기 | 승리 | 패전 | 무승부 | 승률 | 경기 차      | 팀 홈런 | 팀 타율 | 팀 방어율 | 나이 |
| ------ | ---------- | ---- | ---- | ---- | ---- | ------ | ---- | ------------ | ------- | ------- | --------- | ---- |
| 1975년 | 다이헤이요 | 3위  | 130  | 58   | 62   | 10     | .483 | 3위(2위·4위) | 135     | .261    | 3.73      | 38세 |

- 1975년부터 1996년까지는 130경기제
- 1973년부터 1982년까지는 전·후기 제로 종합 순위와 전·후기의 순위를 표시